# Halloween II (film, 2009)
Halloween 2 nebo také Halloween II, H2: Halloween II je americký hororový film z roku 2009. Jde o pokračování Halloweenu z roku 2007 a je částečně remakem stejnojmenného filmu z roku 1981 Halloween 2. Jeho režisérem je Rob Zombie.

## Děj
Poté, co Laurie Strodeová, mladší sestra psychopatického masového vraha Michaela Myerse, unikla před smrtí zastřelením Michaela, neustále zažívá noční můry, kde má vize o střetnutí s Michaelem. Je si jistá, že Michael je mrtvý. Rodiče má taky mrtvé, žije se svou nejlepší kamarádkou Annie a jejím otcem šerifem Brackettem. Blíží se nechtěný 31. říjen a město Haddonfield si připomíná řádění Michaela, který je od minulého roku po masakru nezvěstný kvůli neschopné policii. Nikdo tedy neví, jestli se jeho krvavé řádění ve městě nebude opakovat. Dr. Samuel Loomis, který Laurie tenkrát zachránil vydává svou knihu, kde se o Michaelovi a jeho příbuzných zmiňuje. S tím ovšem nejsou šerif Brackett a Laurie spokojeni. Až po opětovných krvavých vraždách je Laurie unesena Michaelem, který chce dokončit to, co začal.
Laurie je uvězněna Michaelem v malé chatrči obklíčenou policií. Její život je ve velkém nebezpečí. Na místo taky přijíždí, svou knihou neúspěšný a šerifem Brackettem nechtěný, Dr. Loomis, který stojí o to ihned Laurie vysvobodit. Otázkou však je, zdali to dokáže…

## Obsazení
- Malcolm McDowell (doktor Samuel Loomis)
- Tyler Mane (Michael Myers)
- Sheri Moon Zombie (Deborah Myersová)
- Brad Dourif (šerif Lee Brackett)
- Danielle Harris (Annie Brackettová)
- Scout Taylor-Compton (Laurie Strodeová)
- Chase Wright Vanek (malý Michael Myers)